# Ga làng đại học
Ga làng Đại học là ga tàu điện ngầm trên Tuyến 1 của Tàu điện ngầm Incheon. Nó có tên khác là Đại học Yonsei.

## Bố trí ga
| Dongmak ↑     |
| \| N/B        |
| ↓ Techno Park |

| Hướng Bắc | ← ● Incheon tuyến 1 Hướng đi Gyeyang                             |
| Hướng Nam | → ● Incheon tuyến 1 Hướng đi Công viên lễ hội ánh trăng Songdo → |